# سد بزيرك
سد بزيرك هو سد تونسي تم تشييده سنة 1959, على واد بزيرك في شبه جزيرة الرأس الطيب.
يبلغ ارتفاعه 22 مترا وعرضه 280 مترا، يمكنه تخزين ما يقارب 6 ملايين متر مكعب من المياه في خزان تبلغ مساحته 102 هكتار. يصل معدل ملوحة ماء هذا السد إلى 1.6 غرام في الليتر. يمتلك هذا السد من الخارج فتحة تخريج بسرعة 300 متر مكعب في الثانية. 
يبلغ محيط سد بزيرك 2000 هكتار ويقع في جهة منزل بوزلفة و 1500 هكتار منه مستغلة في الحمضيات.